# La Cela de Goson
La Céle de Gosom (en francès La Celle-sous-Gouzon) és una localitat i comuna de França, a la regió de la Nova Aquitània, departament de la Cruesa. La seva població al cens de 1999 era de 138 habitants. Està integrada a la Communauté de communes du Carrefour des Quatre Provinces.

## Demografia
| 1968 | 1975 | 1982 | 1990 | 1999 |
| ---- | ---- | ---- | ---- | ---- |
| 232  | 226  | 203  | 162  | 138  |

## Administració
| Període   | Identitat       | Partit |
| --------- | --------------- | ------ |
| 2001-2008 | Raymond Maubert |        |
| 2008-     | Pascal Guy      |        |